# Brusimpiano
Brusimpiano (Brüsìn in dialetto varesotto), sul lago di Lugano, è un comune italiano di 1 176 abitanti della provincia di Varese in Lombardia.

## Origini del nome
Il nome deriva dal greco bruxino ("stretto", "fauce"), da cui Bruxino a plano, ovvero "stretta penisola pianeggiante", un toponimo di probabile origine bizantina attestato come Brosino nel XII secolo, poi Brusinopiano e anche Brusinpiccolo, per distinguerlo dalla vicina Brusino Arsizio.
Un'altra ipotesi ne fa derivare il nome da brus, "bruciato" e da piano, a ricordo forse di roghi, incendi e devastazioni barbariche.

## Storia
Abitato dalle popolazioni celtiche, etrusche e poi romane, subì le invasioni barbariche. Nel Medioevo faceva parte del Contado del Seprio, nel '400 passò ai Rusca con il feudo delle Quattro Valli, poi ai Marliani nel '500 e nel '600 al feudo di Angera. Fu proprietà, durante l'età dei comuni, della famiglia Torriani, divenendo poi feudo dei Visconti. Sotto il profilo ecclesiastico dipendeva dalla pieve di Arcisate. Estintisi i Visconti, Maria Teresa d'Austria stabilì che il feudo passasse ai Borromeo-Arese e, quindi, ai Litta. Con la battaglia di Marengo terminarono i privilegi feudali. Il 2 novembre 1757 nacque a Brusimpiano Giorgio Maria Martinelli, che fondò la comunità degli Oblati Missionari di Rho e di cui è stata aperta la causa di beatificazione. In epoca risorgimentale, tra il 27 e il 28 agosto 1848 Giuseppe Garibaldi, in fuga verso la Svizzera con alcuni fedelissimi dopo aver affrontato gli austriaci a Morazzone, sostò per una notte a Brusimpiano, per poi essere aiutato dagli abitanti ad attraversare il lago di Lugano fino ad Agno. 
Il primo sindaco di Brusimpiano dopo la seconda guerra mondiale fu lo scultore Dante Parini, nominato Socio onorario dell'Accademia di Brera.

### Simboli
Stemma
Lo stemma è stato concesso con regio decreto del 3 ottobre 1929.
La torre rossa era l'emblema della famiglia Torriani, feudatari spodestati in seguito dai Visconti che invece avevano come simbolo il biscione; il pesce richiama la pesca su cui si fonda l'economia di Brusimpiano; la pecora è un riferimento alla frazione di Ardena, la cui popolazione era dedita principalmente alla pastorizia e che fu comune autonomo, aggregato a Brusimpiano nel 1809 e nuovamente nel 1928.
Gonfalone
Il gonfalone è stato concesso con decreto del presidente della Repubblica del 18 luglio 1980.

## Monumenti e luoghi d'interesse

### Siti archeologici
A conferma della storia antica di Brusimpiano vi sono ritrovamenti archeologici di notevole interesse: la tomba detta "del Gigante", per le proporzioni dello scheletro che vi era seppellito, un sepolcreto gallo-romano nel campo di Sottopezzo e una tomba gallica con la scritta "Kasikos" in caratteri definiti nord-etruschi.

### Architetture religiose
- Chiesa di Santa Maria Nascente, pregevole chiesa dei Seicento, con affreschi della scuola del Luini, fu riportata negli interni agli arredi e paramenti antichi tradizionali grazie all'opera del parroco il canonico don Nicolò Casoni.
- Chiesa di San Martino. antica chiesa parrocchiale di origine longobarda; una lapide interna la ricorda come luogo di sepoltura di cavalieri longobardi.
- Santuario della Madonna dell'Annunciazione, menzionato da Giovanni Paolo II prima del Regina caeli recitato a Como il 5 maggio 1996.[10] Il Santuario è collegato a Brusimpiano da un ripido sentiero con una Via Crucis. Il santuario è annoverato nell'elenco dei Santuari e templi votivi della Diocesi di Como[11]. Sotto il piazzale antistante è situata una caverna che fu sede di un eremita: padre Francesco Coglio (1629-1692). Caratteristico il campanile separato dalla chiesa e unito alla casa parrocchiale.

### Architetture civili
- Di rilievo sono anche alcuni edifici seicenteschi, come Palazzo Sormani, Casa Bagattini Branca, con tre sistemi d'archi e Casa Battaglia dall'importante portale in stile barocco. Nel palazzo Sormani nacque nel 1686 Nicolò Sormani, letterato e prefetto della Biblioteca Ambrosiana.
- Monumento ai caduti, monumento realizzato nel 1924 dallo scultore Dante Parini.

## Società

### Evoluzione demografica
- 192 nel 1574
- 560 nel 1687
- 410 nel 1751
- 455 nel 1805
- 677 dopo annessioni di Ardena e Marzio nel 1809 e, successivamente, Lavena
- 680 nel 1853
- 555 nel 1901
- 526 nel 1921

Abitanti censiti (migliaia)

## Geografia antropica
Secondo lo statuto comunale, il territorio comunale comprende, oltre al capoluogo, la frazione di Ardena, annessa nel 1927 su ripetizione di un precedente provvedimento del 1809.
Secondo l'ISTAT, il territorio comunale comprende i centri abitati di Ardena e Brusimpiano, e il nucleo abitato di Montelago-San Gottardo.

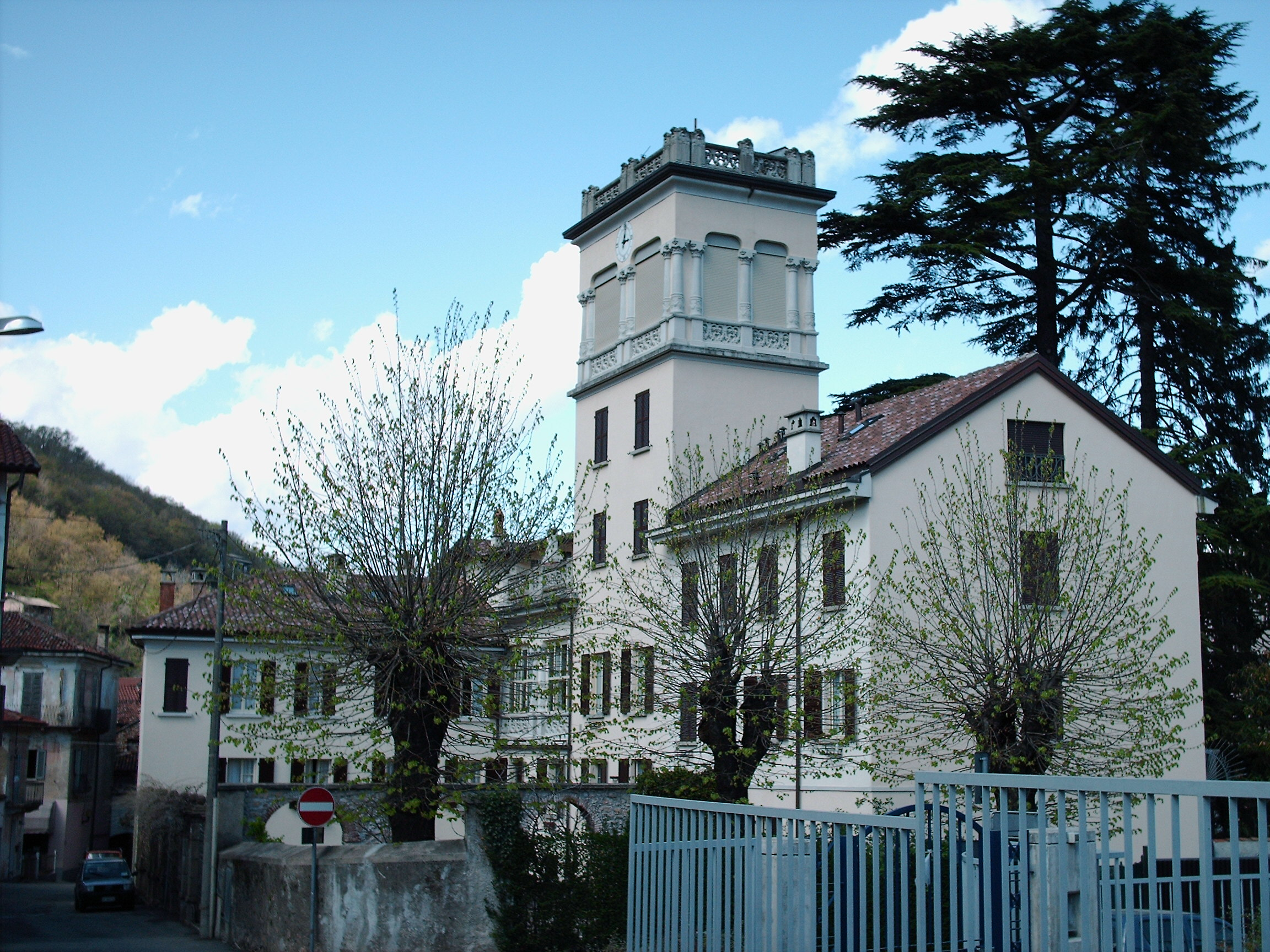
Villa Battaglia